# Capidava uniformis
Capidava uniformis är en spindelart som beskrevs av Cândido Firmino de Mello-Leitão 1940. 
Capidava uniformis ingår i släktet Capidava och familjen hoppspindlar. Inga underarter finns listade.